# 天津信托
天津信托有限责任公司，简称天津信托或天信，由中国人民银行天津分行于1980年10月20日成立，是中国大陆最早成立的信托投资机构之一。在上海金融学院发布的《2016年信托公司综合实力评价报告》中，北方信托综合实力在68家信托公司中排名倒数第一。
目前天津信托的股东为上海實業（集團）有限公司 (51.58%)、天津市泰达国际控股（集团）有限公司(42.11%)、安邦人寿保险股份有限公司(3.90%)、安邦保险集团股份有限公司(1.36%)和天津市滨海新区财政局(1.05%)。
2018年4月，天津信托公布国企混改计划，拟引入3家战略投资者，拟释出39.73%的股权，但拒绝放弃天津市国资委对副董事长的任命权。
後於2020年8月，上海實業（集團）有限公司控股天津信託，成為天津信託新的控股股東。